# メハジキ
メハジキ（目弾き、茺蔚、学名：Leonurus japonicus）は、シソ科メハジキ属の一年草または越年草。別名、ヤクモソウ（益母草）。野原や道端などに生えて、高さは1メートル前後になり、夏に紫色の花を咲かせる。全草が産前産後、婦人病、眼病などの薬草として利用されていた。

## 名前の由来
和名メハジキは、「目弾き」の意で、茎に弾力があり、昔は子どもたちが短く切った茎の切れ端を、瞼につっかえ棒にして張って、目を大きく開かせて遊んだことによる。

## 分布と生育環境
日本では、北海道、本州、四国、九州、琉球に分布し、国外では、朝鮮半島、台湾、中国大陸、ロシア沿海地方、東南アジア、南アジアに分布する。また、北アメリカに帰化している。山野、野原、堤防、道ばた、荒れ地などに自生する。

## 特徴
越年草。根生葉には長い葉柄があり、卵円形で浅い切れ込みがあり、葉縁に粗い鈍鋸歯がある。2年目に茎は直立し、四角形で短い圧毛が多く生え、高さは50 - 150センチメートル (cm) になり、まばらに分枝する。茎につく葉は対生し、上部になるほど次第に小形になる。茎の下部につく葉は、長さ4 - 9 cm、幅3 - 7 cmになり、長い葉柄があって深く3裂から全裂し、裂片はさらに羽状に切れ込んで線状披針形となり、先は鈍頭または鋭突頭になり、基部は広いくさび形になる。葉の裏面には白色の短毛が密に生え、灰白色をおびる。茎の上部の葉は葉柄も短くなり、葉身もしだいに小さくなって長さ4 - 10 cmの卵形から披針形で側裂片は短くなり、最上部の茎葉は倒披針形で分裂しない。根生葉は、花が咲くときには枯れる。
花期は夏（7 - 9月）。花は淡紅色の小型の唇形花で、茎の上部の葉腋に段状に数個かたまって、輪散花序になってつく。花序の下に刺針状の短い小苞がある。萼は筒状で長さ6 - 7ミリメートル (mm) になり、等しく5裂して裂片の先は刺状に鋭くとがり、果実期には目立つ。花冠は長さ10 - 13 mmの2唇形で、紅紫色をし、外面に白い毛が密生し、下唇は前方に突き出て3裂し内面に赤い縦筋がある。雄蕊は4個あり、上唇の内側に沿って伸びる。雌蕊は1個ある。
果実は長さ2 - 2.3 mmになる分果で4個あり、暗褐色から黒色でときに黒い斑が見られるが、斑がないものもある。形は広いくさび形で、扁3稜形で先端は切形、背面は丸みがある。分果は宿存性の萼につつまれる。
全草に白く細かい毛が密生し、特有の匂いがある。

## 利用
栽培は種子で繁殖させて、1年目の越冬は霜よけを行う。
花の時期の全草を採取し乾燥させたものを、漢方で産前産後の保健薬にしたことから、益母草（やくもそう）と称し、種子は茺蔚子（じゅういし）と称する生薬になる。初夏の開花始めのときに地上部を刈り取って、屋内で風干しして、長さ2 cmぐらいに刻んで調製し、紙袋で貯蔵される。全草（益母草）は、止血、浄血、婦人病薬としての補精、浴湯料として薬効があるとされ、種子（茺蔚子）は水腫、目の疾患、利尿に効果があるとされる。全草、種子ともに婦人の要薬、特に産後の止血、浄血、補精、月経不順、腹痛に効用があるといわれている。民間療法では、全草1日量5 - 8グラムを水300 ccで煎じて、2 - 3回に分けて服用する用法が知られている。

## ギャラリー

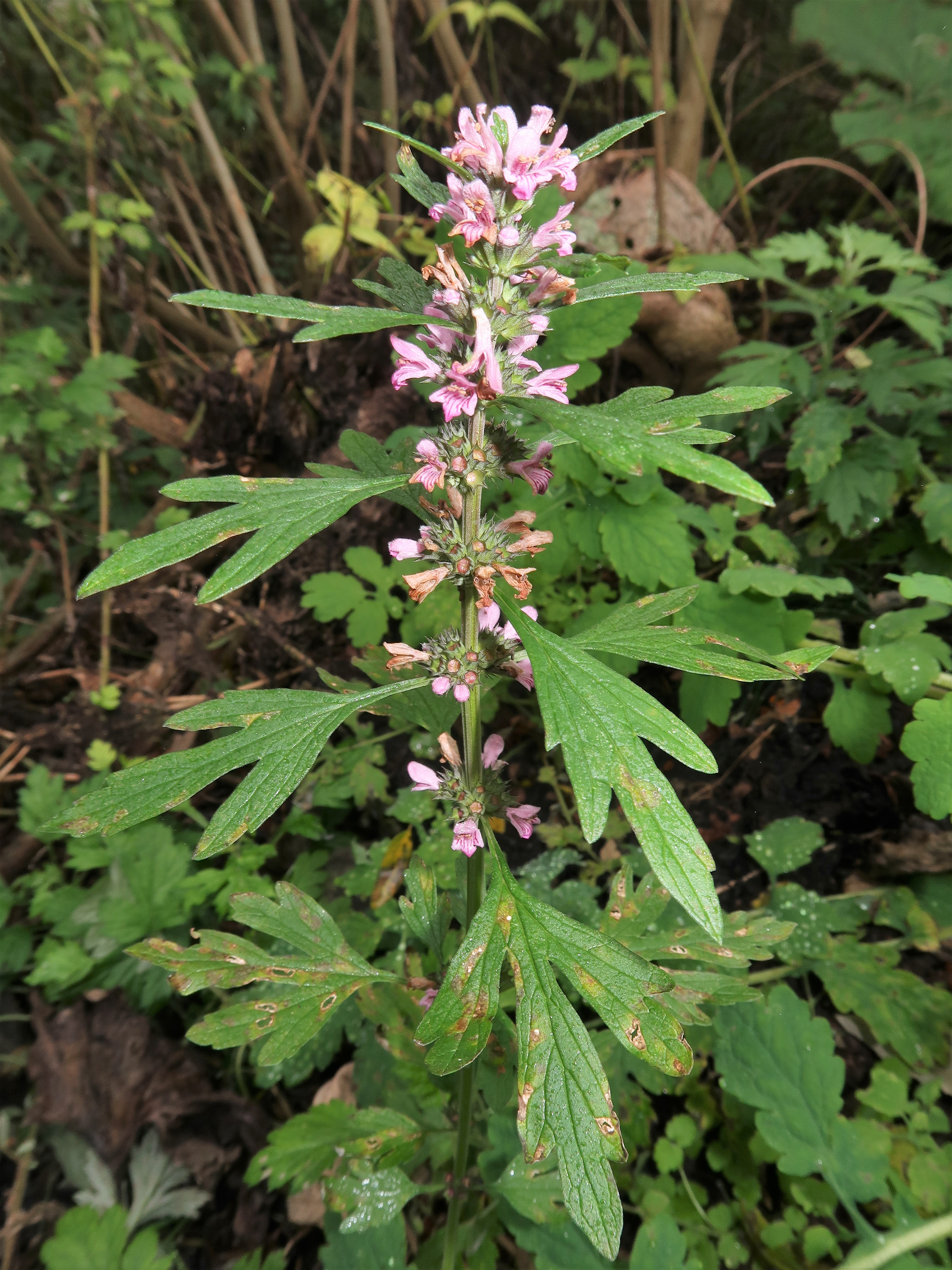
花冠は葉腋に輪散花序になってつく。
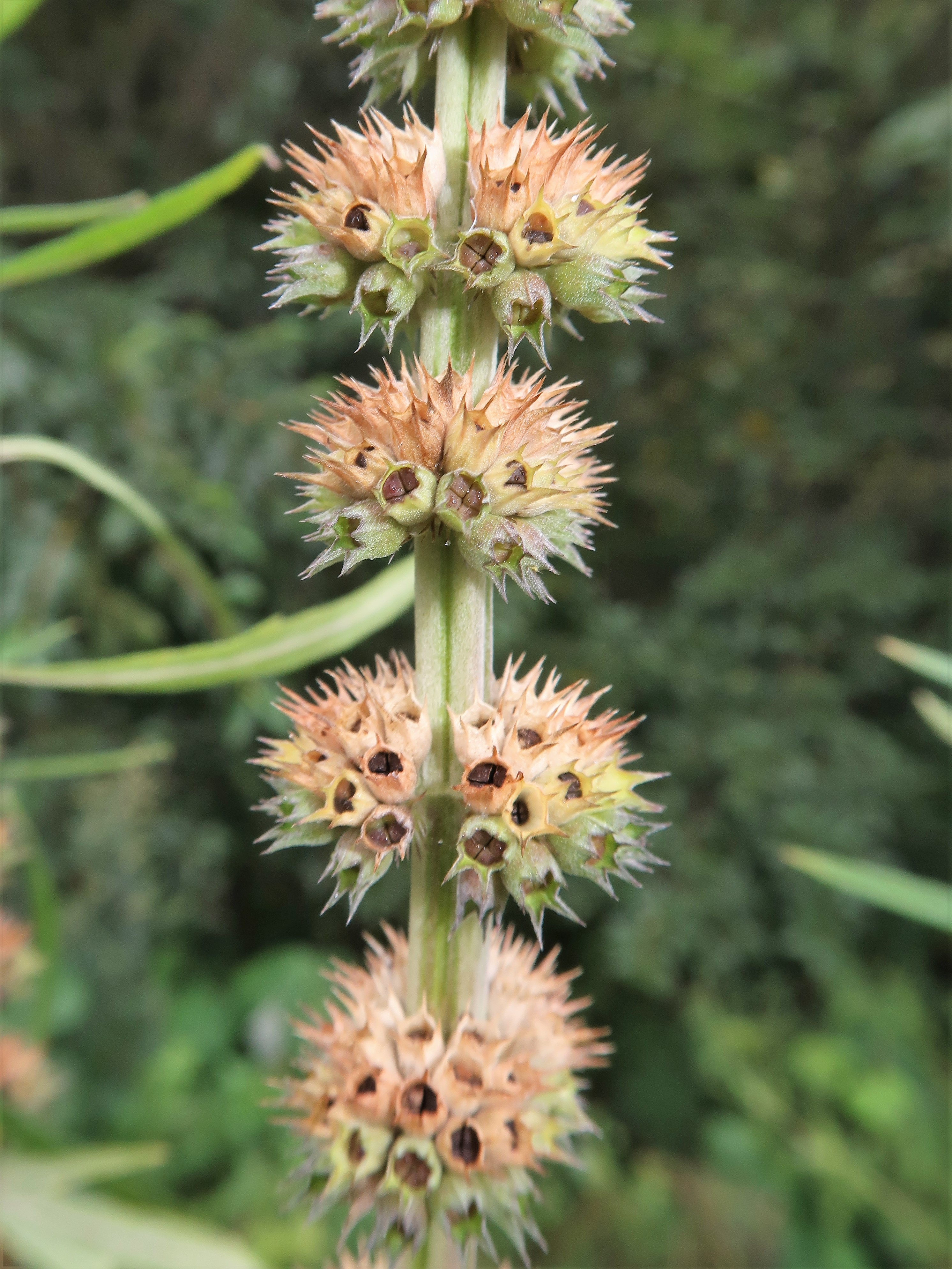
果期の宿存性の萼と中に果実。
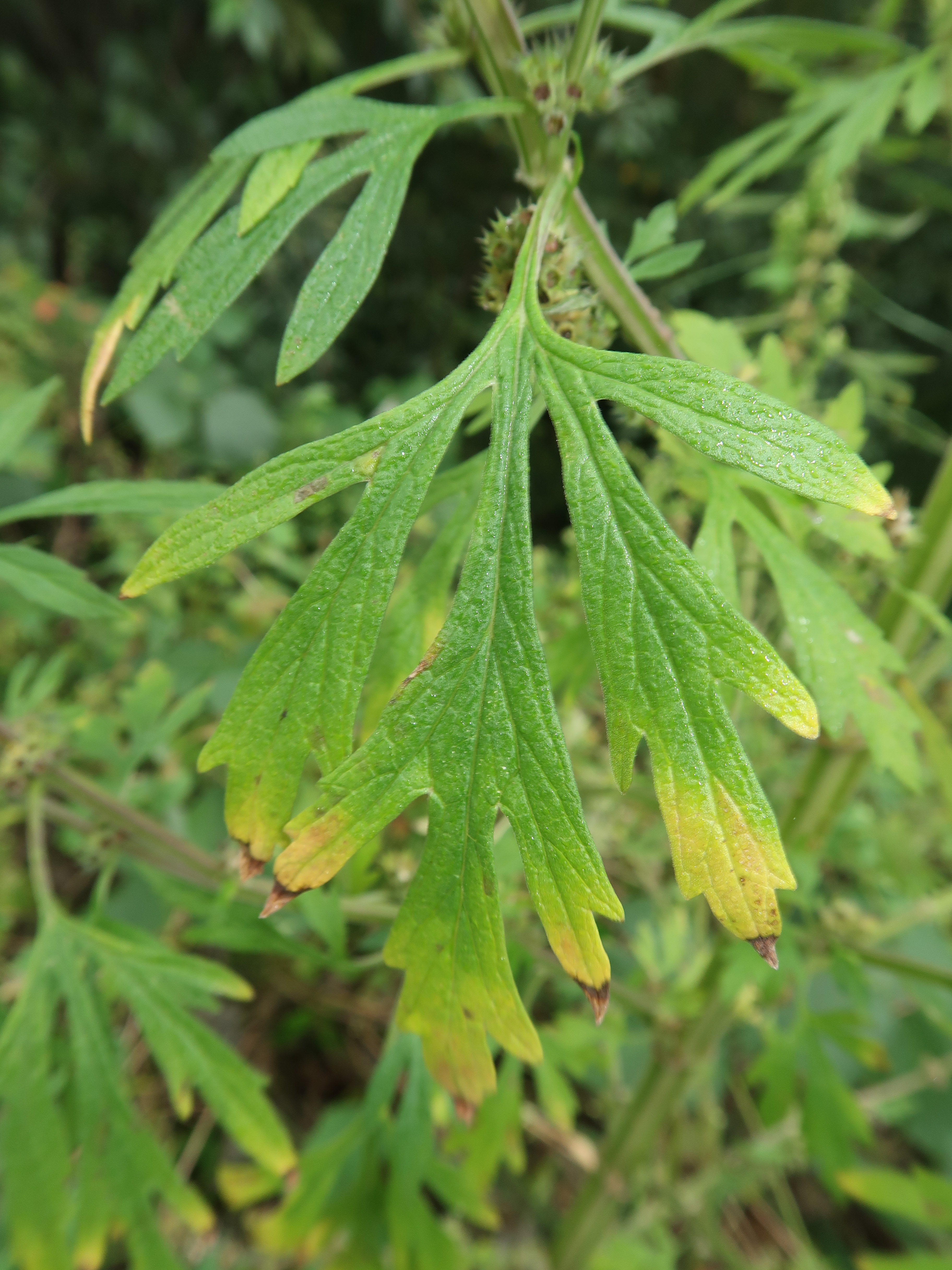
葉に長い葉柄があって深く裂け、裂片はさらに羽状に切れ込んで線状披針形となる。